# 518523 Bryanshumaker
518523 Bryanshumaker este o planetă minoră (asteroid) din centura de asteroizi. A fost descoperită pe 16 septembrie 2006 la Jarnac Observatory⁠(d) de Jarnac Observatory⁠(d). 
Obiectul prezintă o orbită caracterizată de o semiaxă mare de 2,6537438666181 UAi, o excentricitate de 0,32757654932312, o înclinație de 8,4880821142557 ° în raport cu ecliptica.